# Oberbarmen

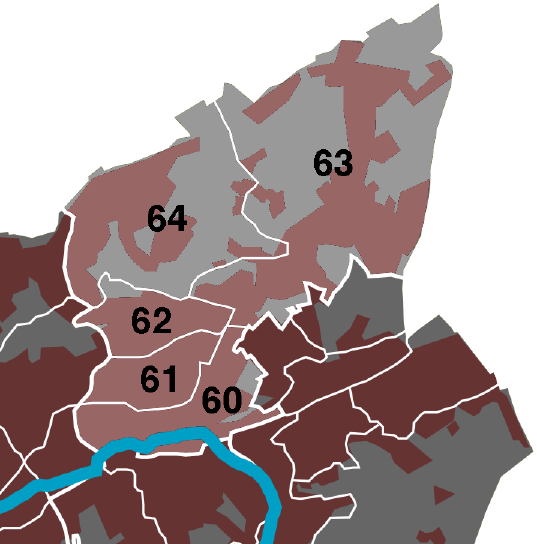
Indelning i stadsdelar

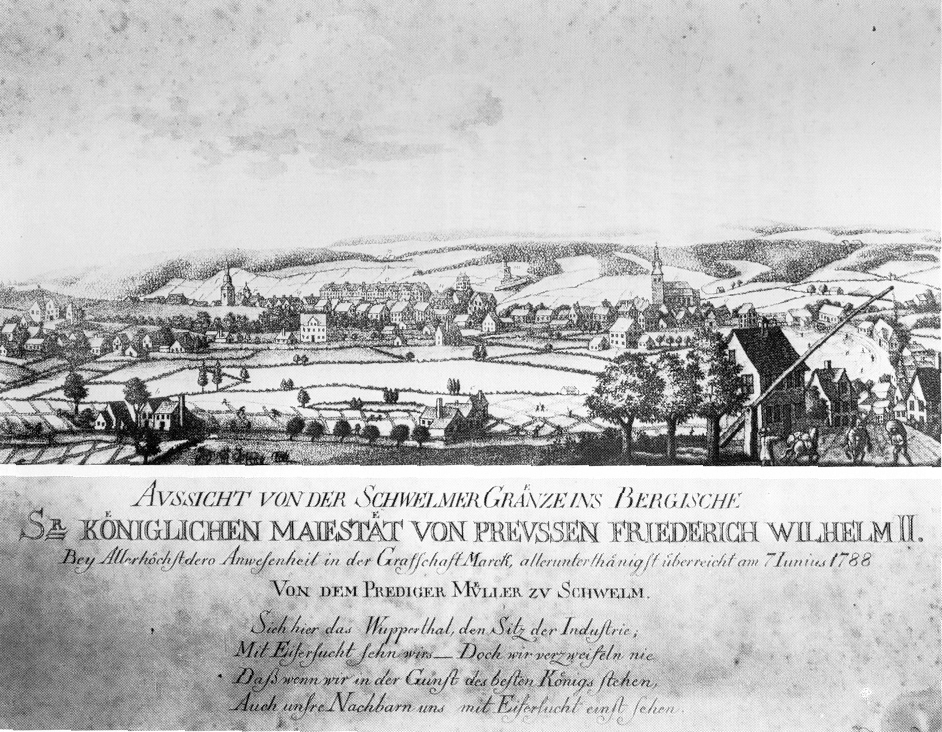
Vy över Oberbarmen från Schwelm, 1788

Oberbarmen är ett av Wuppertals tio stadsdelsområden ("Stadtbezirke"). Det bildades i sin nuvarande form 1929 genom en sammanslagning av Wupperfeld, Wichlinghausen, Rittershausen och Nächstebreck.

## Stadsdelar
Oberbarmen indelas för statistiska ändamål i fyra stadsdelar ("Quartiere"): 
- 60 Oberbarmen-Schwarzbach
- 61 Wichlinghausen-Süd
- 62 Wichlinghausen-Nord
- 63 Nächstebreck-Ost
- 64 Nächstebreck-West

Den östra slutstationen för Wuppertals hängbana ligger i Oberbarmen, liksom den ena av vagnhallarna. 

## Historik
Uppdelningen av Barmen i Ober- und Unterbarmen har att göra med församlingsgränser. Före reformationen fanns det inga egna församlingar i det område där Barmen ligger. Området väster om Gamla torget hörde till Elberfelds församling i dekanatet Neuss, medan området från Barmen-Gemarke och längre österut hörde till Schwelms församling i dekanatet Lüdenscheid. Gränsen utgjordes av bäckarna Leimbach norr om och Fischertalerbäcken söder om floden Wupper.  Denna indelning behölls också vid bildandet av de från Schwelm oavhängiga församlingarna inom lutherska Wichlinghauser Kirche och Alte Kirche Wupperfeld. 
Till det historiska Oberbarmen hörde också den nuvarande stadsdelen Heckinghausen liksom stadsdelarna Barmen-Mitte (ursprungligen Gemarke) och Sedansberg,men inte Nächstebreck.
Den nuvarande stadsdelen Wupperfeld blev under 1700-talet mer befolkat; invånarna kallades "Wupperströmer". Dessa bosättningar försågs genom försorg av kurfursten med en från 1777 uppförd en luthersk kyrkobyggnad, som togs i drift 1781, ännu inte färdigbyggd. Därmed avskiljdes "Wupperströmers" från Wichlinghausens församling.

## Bildgalleri

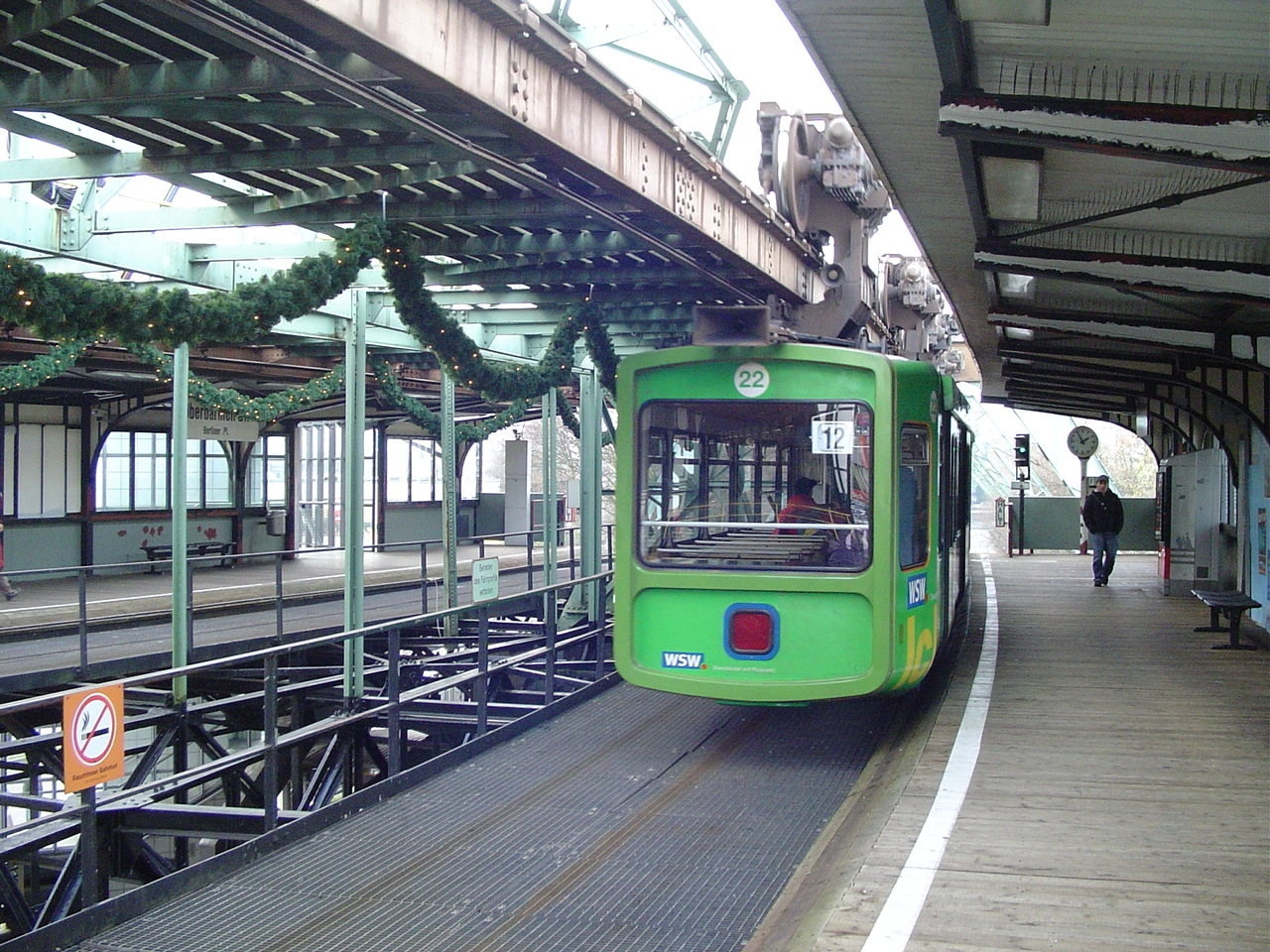
Wuppertals hängbanas slutstation
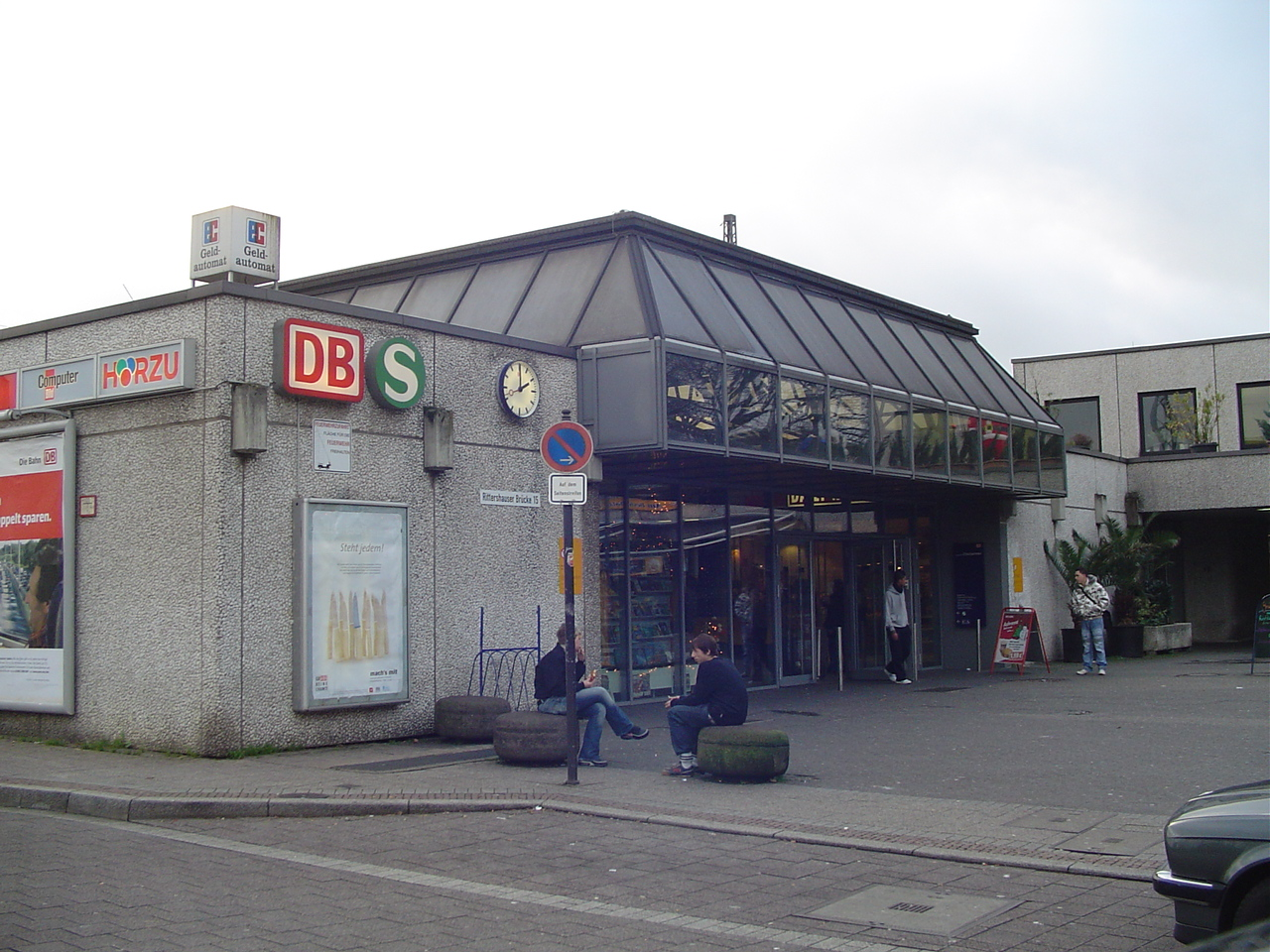
Järnvägsstationen i Oberbarmen